# Potentilla

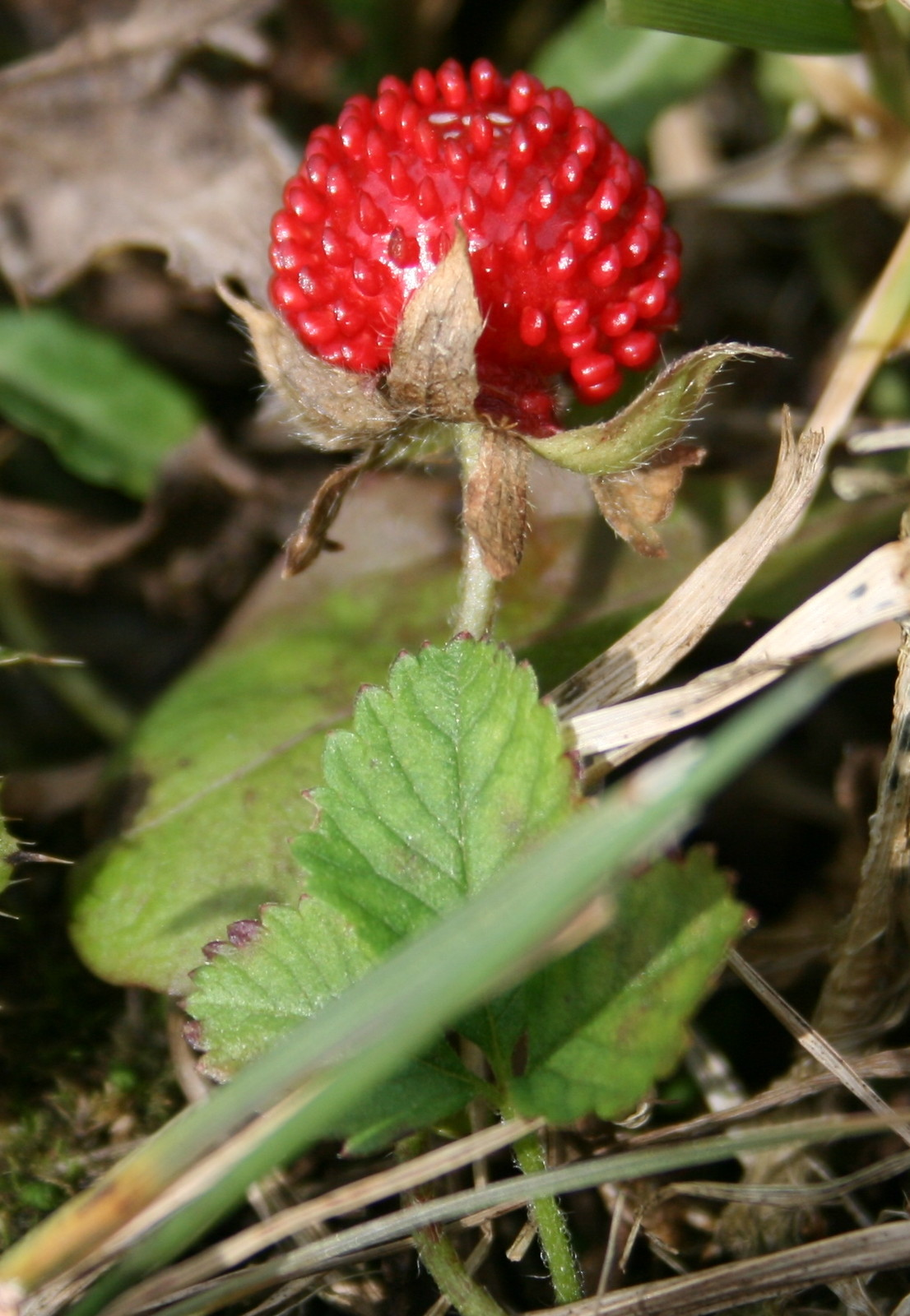
Potentilla indica, fruto.

Potentilla es un género de plantas perteneciente a la familia Rosaceae.
Tiene especies de hierbas anuales, bienales y perennes, nativo en la mayor parte del Hemisferio Norte. 
Muchas especies tienen hojas divididas en cinco folíolos distribuidos como los dedos de una mano, es el nombre popular de "cinco-en-rama", aunque algunas especies como Potentilla sterilis  solo tiene tres, y otros, como Potentilla anserina 15 o más. Las hojas de algunas potentillas sirven de alimentos para la larvas de algunas lepidopteras.
Potentilla también está relacionada con el género Geum y Dryas, y con el género Fragaria, pero Potentilla difiere de este último  en que sus frutos son secos y no comestibles (de aquí el nombre de "fresa estéril" para algunas especies), y no carnosos y comestibles como la fresas de Fragaria.
Algunas especies se cultivan como plantas de jardín.

## Etimología
- Potentílla, del latín postclásico potentilla, -ae de potens, -entis, potente, poderoso, que tiene poder; latín -illa, -illae, sufijo de diminutivo–. Alude a las poderosas presuntas propiedades tónicas y astringentes de esta planta.

- reptans, del también latín repto, -avi, -atum, -are, reptar, pues la planta es generalmente procumbente/rastrera.

## Descripción
Hierbas vivaces, de cepa más o menos leñosa, ramificada o no y cubierta por restos de las vainas foliares, raramente anuales o bianuales, o subarbustos. Tallos de procumbentes a erectos, verdes o pardo-rojizos; en las vivaces, los tallos fértiles pueden ser terminales o laterales –los primeros nacen en las yemas apicales de la cepa, situadas en el centro de las rosetas basales de hojas que persisten o no en la floración; los segundos nacen en la axila de una de las hojas de las rosetas o renuevos basales que persisten en general en la floración–. Hojas pinnatisectas o palmatisectas (digitadas o ternadas), con los segmentos en general de dentados a pinnatisectos; estípulas más o menos soldadas al pecíolo, con la parte libre de linear a semicircular, a veces soldadas en toda su longitud, las de la roseta submembranáceas o foliáceas y las caulinares foliáceas. Inflorescencias por lo común en cima laxa, subcorimbiforme, a veces flores solitarias y axilares. Receptáculo en forma de patena, con la zona axial plana o algo convexa en la floración, acrescente y, en la fructificación, hasta semiesférica o cónica, seca o raramente algo esponjosa, verdosa o pardusca, pelosa en toda su superficie o muy raramente solo en el ápice y que en la madurez no se separa del resto del receptáculo. Flores hermafroditas –muy raramente, y en material no ibérico, con algunas flores unisexuales–. Sépalos (4)5(6-8), por lo común enteros, más o menos acrescentes; calículo de (4)5(6-8) piezas, que alternan con los sépalos, por lo común enteras, en ocasiones dentadas e incluso bífidas, más o menos acrescentes. Pétalos (4)5(6- 8), amarillos, blancos, a veces purpúreos o de un rosa claro, obovados, obcordiformes o a veces lanceolados, en general mayores que los sépalos, raramente iguales o menores. Estambres (14-)20(-30), insertos en un  nectarífero; filamentos glabros o a veces pelosos; anteras de contorno lanceolado, cordiforme o circular. Carpelos en general numerosos, más de 20, raramente menos, hasta solo 4, libres entre sí e insertos en la zona axial del receptáculo. Estilos con frecuencia subterminales, a veces laterales o subbasales, en general caducos. Fruto en poliaquenio; aquenios semiovoides o subpiriformes, también anchamente elipsoidales o subglobosos, con o sin eleosoma, a veces de dorso acanalado o con una pequeña ala, situados en la zona axial del receptáculo, parda y acrescente, de la que se desprende cada uno por separado.